# Lingua yugur orientale
La lingua yugur orientale è una lingua appartenente alla famiglia linguistica delle  lingue mongoliche, parlata da parte del popolo yugur. All'interno della nazionalità viene parlata anche un'altra lingua: lo yugur occidentale che appartiene alla famiglia delle lingue turche. Tradizionalmente entrambe le lingue vengono indicate col termine uygur gialli, che è l'endonimo per yugur.
I locutori dello yugur orientale hanno un bilinguismo passivo coi locutori della lingua mongola meridionale parlata nella Mongolia Interna (si tratta della lingua mongola standard in Cina).